# To the Core
To the Core — седьмой студийный альбом американского гитариста Винни Мура, выпущенный 26 мая 2009 года на Mascot Records.

## Об альбоме
Параллельно записи To the Core, Мур в составе хард-рок-группы UFO записывал альбом The Visitor, в которой играл с 2003 года. Причём некоторые песни для The Visitor были записаны в той же студии The Core. В связи с этим, звучание To the Core стало ближе к хард-року и блюз-року.

## Список композиций
Вся музыка написана Винни Муром.
| №   | Название                | Длительность |
| --- | ----------------------- | ------------ |
| 1.  | «Fly»                   | 4:51         |
| 2.  | «Panic Attack»          | 6:19         |
| 3.  | «Off the Hook»          | 5:15         |
| 4.  | «Transcendence»         | 3:55         |
| 5.  | «Soul Caravan»          | 5:57         |
| 6.  | «Jigsaw»                | 3:43         |
| 7.  | «Remorse»               | 7:02         |
| 8.  | «Tailspin»              | 5:33         |
| 9.  | «Over My Head»          | 3:58         |
| 10. | «Into the Open Highway» | 6:49         |
| 11. | «Into the Sunset»       | 5:41         |

## Участники записи
- Винни Мур — гитара, микширование, продюсер
- Тим Ленер — клавишные
- Джон ДеСервио — бас-гитара
- Ван Ромэйн — ударные

Производство
- Тим Конклин — звукорежиссёр
- Пол Нортфилд — микширование
- Райан Смит — мастеринг